# 横手市消防本部
横手市消防本部（よこてししょうぼうほんぶ）は、秋田県横手市の消防部局（消防本部）。管轄区域は横手市全域。

## 概要
- 消防本部：横手市条里一丁目1番1号
- 管内面積：693.60km2
- 職員定数：170人
- 消防署1箇所、分署6箇所
- 主力機械[1]（2020年4月1日現在）
  - 普通消防ポンプ自動車：6
  - 水槽付消防ポンプ自動車：5
  - はしご付消防自動車：1
  - 化学消防自動車：1
  - 救急自動車：8
  - 救助工作車：1
  - 指揮車：2
  - 広報車：6
  - 査察車：1
  - 資器材搬送車：1

## 沿革
- 1970年8月10日 - 横手市と平鹿郡7町村による一部事務組合の横手平鹿広域市町村圏組合の設立が秋田県知事より許可される。
- 1972年4月1日 - 横手市消防本部等が横手平鹿広域市町村圏組合消防本部に移行し、1本部1署7分署（増田・平鹿・雄物川・大森・大雄・十文字・山内）1出張所（駅前）体制で組合消防が発足する。
- 2000年4月1日 - 大森分署・大雄分署を大森大雄分署として統合する。
- 2005年10月1日 - 横手市・平鹿郡平鹿町・雄物川町・大森町・大雄村・山内村・十文字町・増田町の新設合併に伴い、新・横手市が発足する。
  - 合併した8市町村で設立していた横手平鹿広域市町村圏組合が合併前日をもって解散し、新・横手市に承継する。単独消防として横手市消防本部を設置する。
- 2007年4月1日 - 横手駅前出張所を廃止する。
- 2017年10月30日 - 平鹿分署が横手市平鹿町浅舞字浅舞375から横手市平鹿町浅舞字覚町後138に新築移転する。
- 2019年3月22日 - 増田分署と十文字分署を統合し、横手市増田町増田字一本柳西126番地に南分署を設置する[2]。
- 2020年3月17日 - 雄物川分署と大森大雄分署を統合し、横手市雄物川町薄井字両頭196番地1に西分署を設置する[3]。

## 組織
- 本部 - 総務課、予防課、警防課、救急課
- 消防署

## 消防署
| 消防署       | 住所                   | 分署 |
| ------------ | ---------------------- | --- |
| 横手市消防署 | 横手市条里一丁目1番1号 | 平鹿：平鹿町浅舞字覚町後138 山内：山内土渕字二瀬8-47 南：増田町増田字一本柳西126 西：雄物川町薄井字両頭196番地1 |

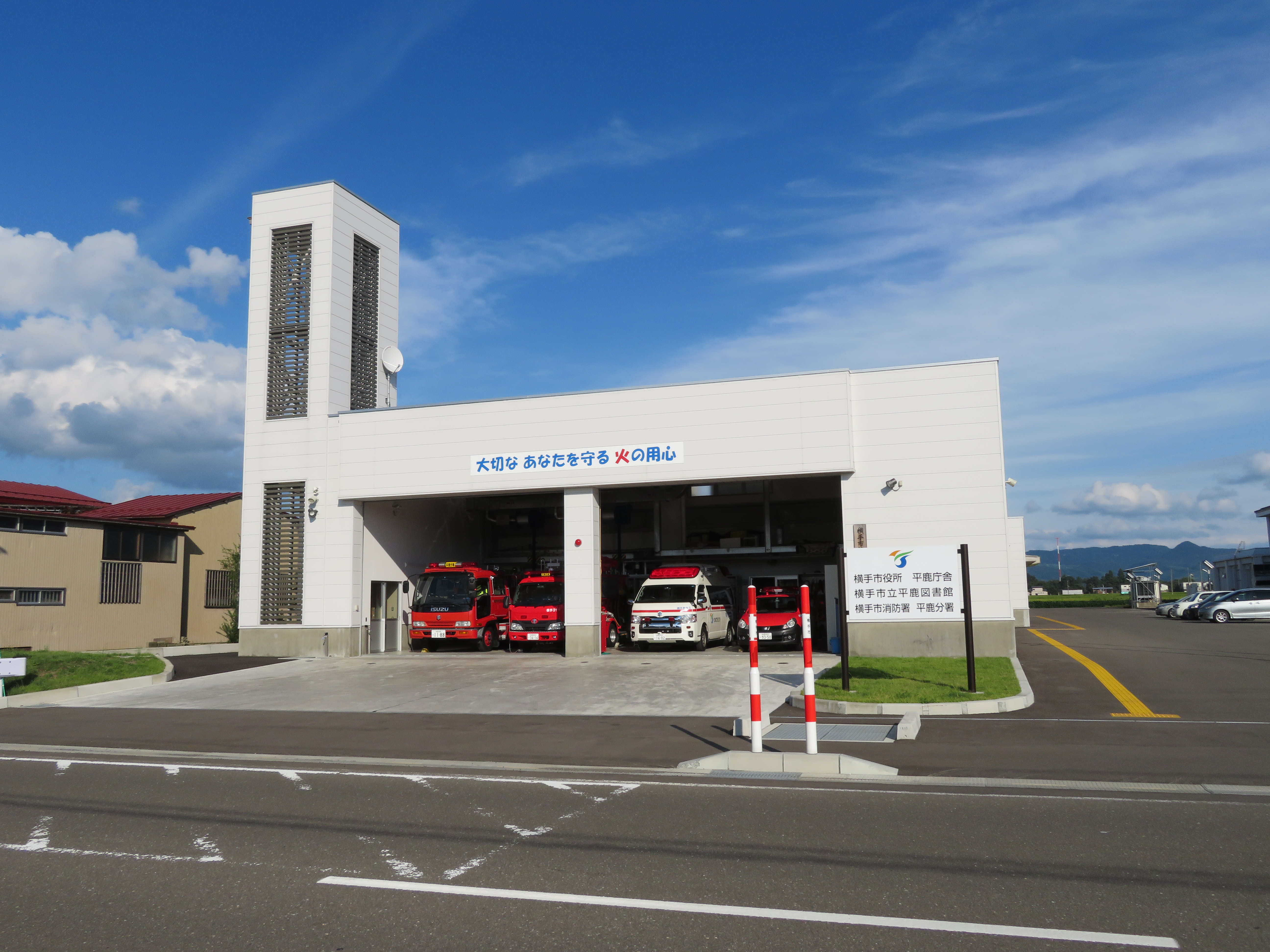
平鹿分署
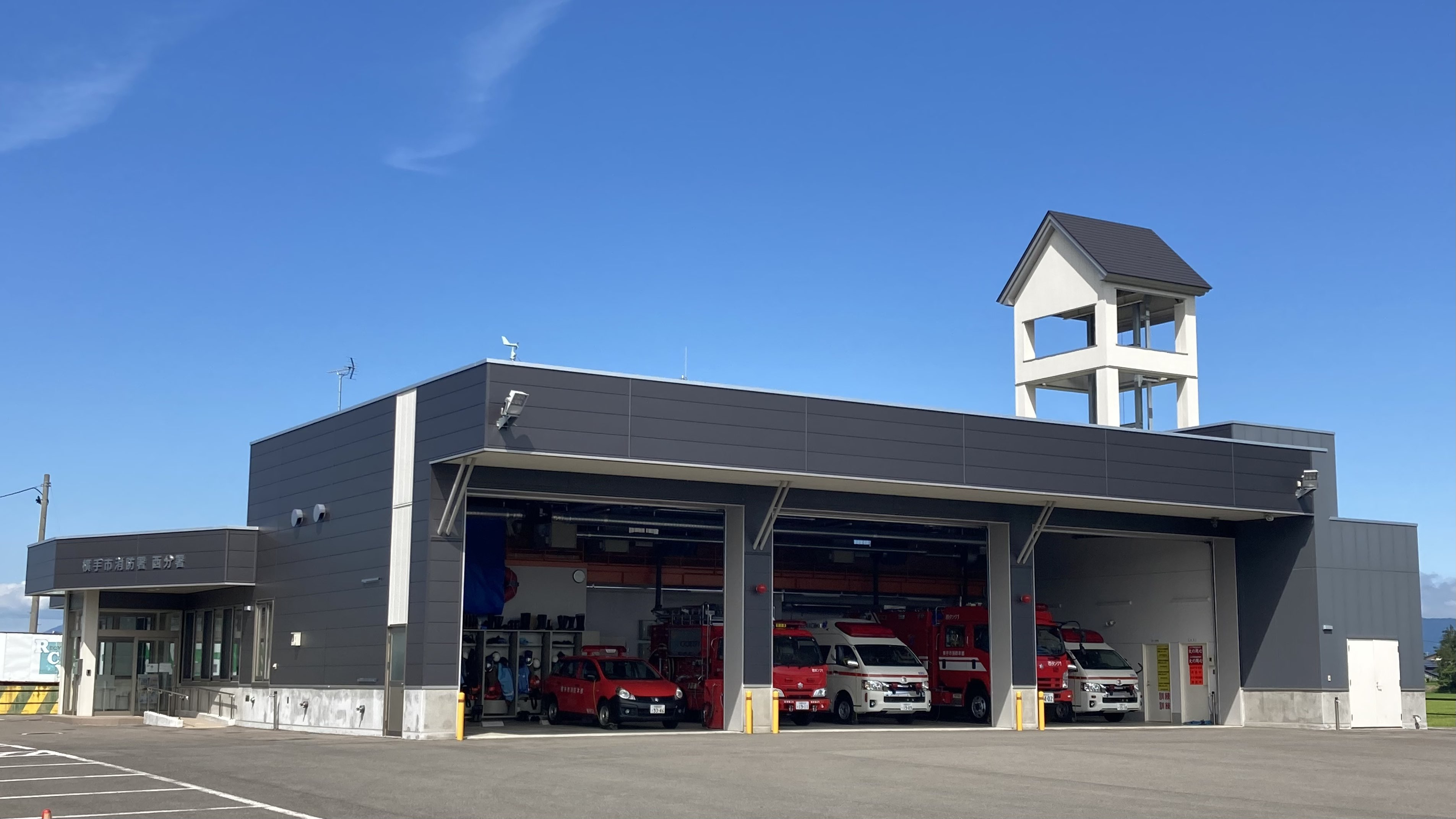
西分署
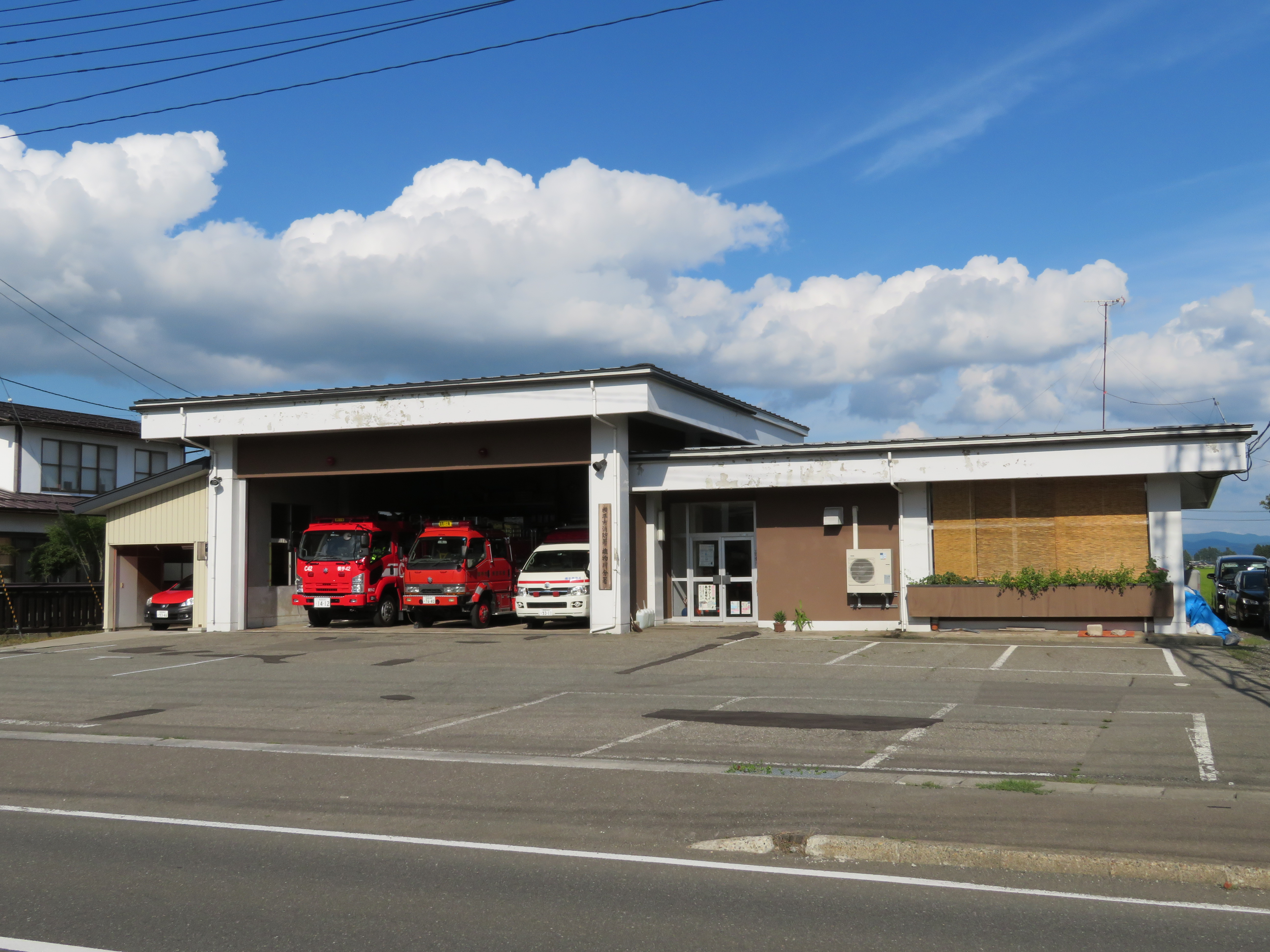
旧雄物川分署
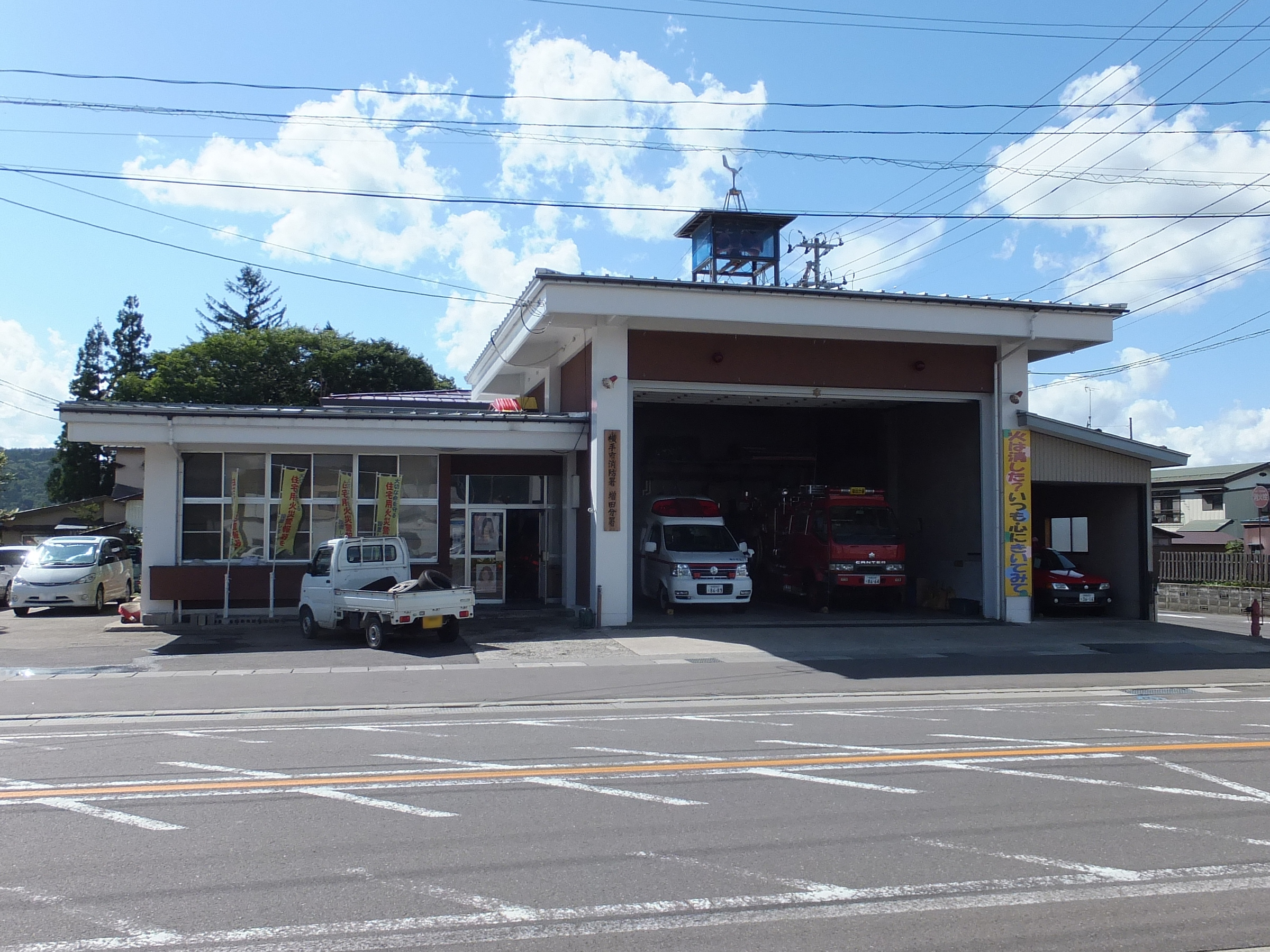
旧増田分署